# Cordova (Alaska)
Pour les articles homonymes, voir Cordova.
Cordova est une ville en Alaska, située à l'embouchure de la Copper River 
dans la région de recensement de Valdez-Cordova et dans la Baie du Prince-William. En 2000, sa population était de 2 454 habitants. Cordova fut nommée Puerto Córdova par l'explorateur espagnol Salvador Fidalgo en 1790.
À Cordova se trouve le Million Dollar Bridge, selon la liste des ponts aux États-Unis d'Amérique.
Cordova possède un aéroport municipal (Cordova Municipal Airport, code AITA : CKU).

## Géographie

### Démographie
| 1910  | 1920 | 1930 | 1940 | 1950  | 1960  |
| ----- | ---- | ---- | ---- | ----- | ----- |
| 1 152 | 955  | 980  | 938  | 1 165 | 1 128 |

| 1970  | 1980  | 1990  | 2000  | 2010  | - |
| ----- | ----- | ----- | ----- | ----- | - |
| 1 164 | 1 879 | 2 110 | 2 454 | 2 239 | - |

### Climat
| Mois                                  | jan.     | fév.     | mars     | avril    | mai     | juin    | jui.    | août    | sep.    | oct.     | nov.     | déc.     | année    |
| ------------------------------------- | -------- | -------- | -------- | -------- | ------- | ------- | ------- | ------- | ------- | -------- | -------- | -------- | -------- |
| Température minimale moyenne (°C)     | −7,1     | −5,9     | −5,3     | −1,3     | 2,6     | 6,4     | 8,7     | 7,9     | 4,7     | 0,4      | −4,1     | −5,3     | 0,2      |
| Température moyenne (°C)              | −3       | −1,7     | −0,7     | 3,4      | 7,5     | 10,8    | 12,6    | 12,2    | 9,1     | 4,6      | −0,3     | −1,7     | 4,4      |
| Température maximale moyenne (°C)     | 1,1      | 2,6      | 3,9      | 8,1      | 12,3    | 15,2    | 16,4    | 16,6    | 13,6    | 8,7      | 3,6      | 1,8      | 8,7      |
| Record de froid (°C) date du record   | −34 1972 | −36 1947 | −31 1956 | −23 1944 | −7 1972 | −5 1971 | 1 1976  | −5 1971 | −7 1972 | −18 1975 | −27 1948 | −31 1964 | −36 1947 |
| Record de chaleur (°C) date du record | 15 1931  | 14 1995  | 20 2016  | 23 2005  | 28 1969 | 32 2013 | 32 1995 | 30 1977 | 26 1913 | 22 1913  | 16 1913  | 14 1930  | 32 2013  |
| Précipitations (mm)                   | 158,5    | 154,9    | 119,1    | 113,8    | 136,7   | 116,1   | 144,8   | 252,2   | 335,5   | 276,1    | 176,5    | 202,4    | 2 186,6  |
| dont neige (cm)                       | 61       | 55       | 55       | 15       | 0,25    | 0       | 0       | 0,51    | 0       | 4,6      | 26       | 64       | 283      |
| Nombre de jours avec précipitations   | 17,3     | 15,7     | 15,4     | 16,5     | 17,2    | 17,2    | 19,2    | 19,7    | 21,1    | 20,8     | 17,6     | 19,7     | 217,4    |

| Diagramme climatique                                  |              |              |              |              |              |              |              |              |             |              |              |
| J                                                     | F            | M            | A            | M            | J            | J            | A            | S            | O           | N            | D            |
| 1,1−7,1158,5                                          | 2,6−5,9154,9 | 3,9−5,3119,1 | 8,1−1,3113,8 | 12,32,6136,7 | 15,26,4116,1 | 16,48,7144,8 | 16,67,9252,2 | 13,64,7335,5 | 8,70,4276,1 | 3,6−4,1176,5 | 1,8−5,3202,4 |
| Moyennes : • Temp. maxi et mini °C • Précipitation mm |              |              |              |              |              |              |              |              |             |              |              |

## Personnalités liées à la commune
- Robert Stroud (1890-1963), surnommé l'« homme aux canaris d'Alcatraz ».